# Arrondissement Vitré
Vitré is een voormalig arrondissement in het departement Ille-et-Vilaine in de Franse regio Bretagne. Het arrondissement werd op 17 februari 1800 gevormd en op 10 september 1926 opgeheven. De vijf kantons werden bij de opheffing toegevoegd aan het arrondissement Rennes. Deze kantons werden in 2010 weer afgesplitst van het arrondissement Rennes en toegevoegd aan het arrondissement Fougères om het nieuwe arrondissement Fougères-Vitré te vormen.

## Kantons
Het arrondissement was samengesteld uit de volgende kantons:
- kanton Argentré-du-Plessis
- kanton Châteaubourg
- kanton La Guerche-de-Bretagne
- kanton Retiers
- kanton Vitré, later opgedeeld in Vitré-Ouest en -Ouest